# Gary Megson
Gary Megson, född 2 maj 1959 i Manchester, England, är en före detta professionell fotbollsspelare och numera tränare. Han tog över Bolton Wanderers efter Sammy Lee 2007. Han blev uppmärksammad säsongen 2009/2010 då han efter en ganska dålig inledning på säsongen skyllde på spelarna och sade att de var "ett gäng med nollor".